# Молодіжний чемпіонат світу з хокею із шайбою 1980
Молодіжний чемпіонат світу з хокею із шайбою 1980 (англ. 1980 World Junior Ice Hockey Championships) — 4-й офіційній чемпіонат світу з хокею серед молодіжних команд, який відбувався у Фінляндії з 27 грудня 1979 року по 2 січня 1980 року.
Формат турніру зберігся торішній, на першому етапі в двох групах виявляли збірні, які зіграють у чемпіонській групі та виявлять чемпіона світу, а у втішному раунді виявлять невдаху, який залишить групу «А».

## Група А

### Попередній раунд
| М. |           |     | Фінляндія | Канада | Швейцарія | І | В | Н | П | Ш     | О   |
| -- | --------- | --- | --------- | ------ | --------- | - | - | - | - | ----- | --- |
| 1. | СРСР      |     | 2:1       | 8:5    | 6:0       | 3 | 3 | 0 | 0 | 16:06 | 6:0 |
| 2. | Фінляндія | 1:2 |           | 2:1    | 19:1      | 3 | 2 | 0 | 1 | 22:04 | 4:2 |
| 3. | Канада    | 5:8 | 1:2       |        | 9:5       | 3 | 1 | 0 | 2 | 15:15 | 2:4 |
| 4. | Швейцарія | 0:6 | 1:19      | 5:9    |           | 3 | 0 | 0 | 3 | 06:34 | 0:6 |

| М. |                | Швеція | Чехословаччина | ФРН  | США | І | В | Н | П | Ш     | О   |
| -- | -------------- | ------ | -------------- | ---- | --- | - | - | - | - | ----- | --- |
| 1. | Швеція         |        | 10:4           | 5:1  | 5:5 | 3 | 2 | 1 | 0 | 20:10 | 5:1 |
| 2. | Чехословаччина | 4:10   |                | 13:4 | 7:3 | 3 | 2 | 0 | 1 | 24:17 | 4:2 |
| 3. | ФРН            | 1:5    | 4:13           |      | 5:2 | 3 | 1 | 0 | 2 | 10:20 | 2:4 |
| 4. | США            | 5:5    | 3:7            | 2:5  |     | 3 | 0 | 1 | 2 | 10:17 | 1:5 |

### Фінальний раунд
| М. |                |       | Фінляндія | Швеція | Чехословаччина | І | В | Н | П | Ш     | О   |
| -- | -------------- | ----- | --------- | ------ | -------------- | - | - | - | - | ----- | --- |
| 1. | СРСР           |       | (2:1)     | 2:1    | 6:2            | 3 | 3 | 0 | 0 | 10:04 | 6:0 |
| 2. | Фінляндія      | (1:2) |           | 3:2    | 4:2            | 3 | 2 | 0 | 1 | 08:06 | 4:2 |
| 3. | Швеція         | 1:2   | 2:3       |        | (10:4)         | 3 | 1 | 0 | 2 | 13:09 | 2:4 |
| 4. | Чехословаччина | 2:6   | 2:4       | (4:10) |                | 3 | 0 | 0 | 3 | 08:20 | 0:6 |

| М. |           | Канада | ФРН   | США   | Швейцарія | І | В | Н | П | Ш     | О   |
| -- | --------- | ------ | ----- | ----- | --------- | - | - | - | - | ----- | --- |
| 5. | Канада    |        | 6:1   | 4:2   | (9:5)     | 3 | 3 | 0 | 0 | 19:08 | 6:0 |
| 6. | ФРН       | 1:6    |       | (5:2) | 4:2       | 3 | 2 | 0 | 1 | 10:10 | 4:2 |
| 7. | США       | 2:4    | (2:5) |       | 9:5       | 3 | 1 | 0 | 2 | 13:14 | 2:4 |
| 8. | Швейцарія | (5:9)  | 2:4   | 5:9   |           | 3 | 0 | 0 | 3 | 12:22 | 0:6 |

### Бомбардири
| М | Гравець           | Збірна         | Г | П | О  |
| - | ----------------- | -------------- | - | - | -- |
| 1 | Володимир Крутов  | СРСР           | 7 | 4 | 11 |
| 2 | Ярі Куррі         | Фінляндія      | 4 | 7 | 11 |
| 3 | Гокан Лооб        | Швеція         | 7 | 2 | 9  |
| 4 | Ян Воділа         | Чехословаччина | 6 | 2 | 8  |
| 5 | Карі Ялонен       | Фінляндія      | 3 | 5 | 8  |
| 6 | Душан Пашек       | Чехословаччина | 6 | 1 | 7  |
| 7 | Рейо Руотсалайнен | Фінляндія      | 4 | 3 | 7  |
| 8 | Діно Сіссареллі   | Канада         | 5 | 1 | 6  |
| 9 | Арі Лагтеенмякі   | Фінляндія      | 4 | 2 | 6  |
| 9 | Скотт Карлстон    | США            | 4 | 2 | 6  |

### Нагороди
Найкращі гравці, обрані дирекцією ІІХФ
- Найкращий воротар:  Ярі Паавола
- Найкращий захисник:  Рейо Руотсалайнен
- Найкращий нападник:  Володимир Крутов

Команда усіх зірок, обрана ЗМІ
- Воротар:  Ярі Паавола
- Захисники:  Томас Юнссон —  Рейо Руотсалайнен
- Нападники:  Гокан Лооб —  Ігор Ларіонов —  Володимир Крутов

## Переможці
Склад збірної СРСР:
- воротарі — Дмитро Саприкін (ЦСКА), Юрій Нікітін («Кристал» Саратов);
- захисники — Олексій Бевз («Торпедо» Усть-Каменогорськ), Валерій Михайлов (СК ім. Урицького), Дмитро Єрастов («Динамо» Мінськ), Віктор Глушенков («Динамо» Москва), Ігор Панін («Локомотив» Москва), Євген Попихін («Динамо» Харків);
- нападники — Володимир Крутов, Олександр Зибін[de] (ЦСКА), Ігор Ларіонов («Хімік»), Сергій Свєтлов, Володимир Шашов, Андрій Морозов, Ігор Морозов («Динамо» Москва), Євген Шастін («Шинник»), Володимир Головков («Динамо» Рига), Михайло Панін[en] («Торпедо» Усть-Каменогорськ), Ільдар Рахматуллін (СК ім. Урицького), Ігор Бубенщиков («Автомобіліст»).
- Тренери —  Юрій Морозов[ru], Володимир Богомолов[1].

## Група В

### Попередній раунд
| Збірна      | АВСТР | НОР  | ДАН  | УГО  | Ш     | О   |
| ----------- | ----- | ---- | ---- | ---- | ----- | --- |
| 1. Австрія  |       | 2:1  | 8:2  | 19:3 | 29:6  | 6:0 |
| 2. Норвегія | 1:2   |      | 6:2  | 15:3 | 21:7  | 4:2 |
| 3. Данія    | 2:8   | 2:6  |      | 10:3 | 14:17 | 2:4 |
| 4. Угорщина | 3:19  | 3:15 | 3:10 |      | 9:44  | 0:6 |

| Збірна        | ПОЛ  | НІД | ІТА  | ФРА  | Ш     | О   |
| ------------- | ---- | --- | ---- | ---- | ----- | --- |
| 1. Польща     |      | 5:3 | 10:1 | 12:2 | 27:6  | 6:0 |
| 2. Нідерланди | 3:5  |     | 4:1  | 9:4  | 16:10 | 4:2 |
| 3. Італія     | 1:10 | 1:4 |      | 8:2  | 10:16 | 2:4 |
| 4. Франція    | 2:12 | 4:9 | 2:8  |      | 8:29  | 0:6 |

### Плей-оф
- 7-ме місце

Франція 
 11 – 2  Угорщина
- 5-те місце

Данія 
 4 – 2  Італія
- 3-тє місце

Норвегія 
 6 – 3  Нідерланди
- Фінал

Австрія 
 4 – 3  Польща